# 奔牛節

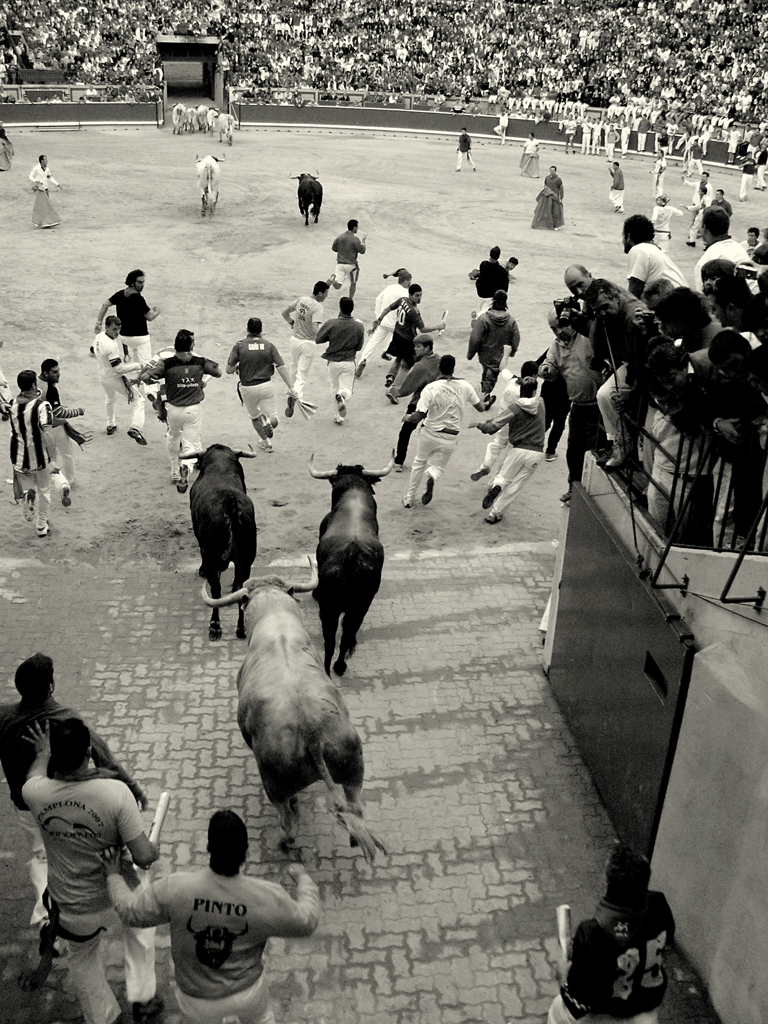
2007於潘普洛納舉辦的奔牛節一景

奔牛節是在西班牙、法國南方及墨西哥部分地區舉行的活動，始於1591年。原始目的是為了將牛趕到鬥牛場，而牛隻通常在當日鬥牛結束後便被宰殺。當中最有名的在每年7月7日於纳瓦拉自治區的潘普洛纳舉行的圣费尔明节，因海明威的《太阳照常升起》一書而聲名大噪。參予者通常身穿全白，頸纏紅巾。不少年輕人藉著這個機會與牛狂奔，來展現自己的英勇，卻時有意外發生。許多動物保護團體認為讓牛在圓石路上走傷害牛蹄，所以有人就嘲諷性地在慶典前一天裸奔。

## 由來
西班牙傳統認為，奔牛活動始於 14 世紀初的西班牙東北部，牧民要將牛隻從鄉村運送到市中心以供銷售或參加鬥牛。在運送牛隻過程中，他們會使用威嚇和刺激的方式催促牛隻加速前進，年輕人也會在牛群間同向奔馳。多年以來的慣性做法，使得運送趕路成為一種變相的競技，年輕人嘗試在公牛前面奔跑以刺激牛隻前進速度，他們不但想要呈現出自我英勇的模樣，但也要保障自我安全不被牛隻撞擊或超越。當年輕人這些做法越來越普及且名聲傳開後，這項運輸活動開始被外地城市所注意，因此成為一種傳統，持續流傳到今天。

## 傳統
在歐洲，奔牛的節慶通常是夏季節日的狂歡，參與奔跑的牛群通常是六頭，但有時會超過10頭牛，在城鎮街道特定路線上狂奔。釋放在街道上狂奔的多數是公牛，某些品種的牛特別受到人們的青睞：例如西班牙的 toro bravo，牛隻經常在狂奔後繼續投入鬥牛賽；以及法國奧克西塔尼亞的卡馬格牛種，但它們在狂奔後不進行鬥牛賽。
最著名的奔牛節日是在為期 9 天的聖費爾明節期間在潘普洛納舉行的 Encierro，以紀念Saint Fermin (潘普洛納城市守護神)。 但這個節日已有別於傳統，成為一項重大的國際旅遊盛會。潘普洛納以外,在西班牙、葡萄牙、墨西哥，及法國南部的城鎮也各有賽牛的節日。

## 潘普洛納奔牛
在潘普洛納奔牛節已經舉辦超過30年，是聖費爾明節中最引人注目的活動，每年的7 月 6 日至 14 日舉行。 在7 月 7 日舉行第一場奔牛，隨後一周內的每個早晨進行奔牛。每天早上 8 點開始。活動的規則是參與者必須年滿18歲，與公牛同方向奔跑，舉止不得激怒公牛，而且參與奔牛前不得飲酒。

### 圍欄
奔牛節開始前，潘普洛納會封鎖小巷，在街道上豎立一整排連續的木圍欄，以引導公牛沿著路線奔跑。圍欄由大約三千隻木棍組成，強度足以擋住公牛，且縫隙可供人鑽入以得到保護。在空間足夠的街道上設有雙層圍欄，但某些地方只有建物可充當屏障。某些圍欄在節日期間一直保持原狀不變，但部分圍欄必須每天架設並用後卸除。兩道圍欄間的空隙保留予保安人員和醫務人員，還有奔牛時亟需得到掩護的參與者，觀眾只能站在第二道圍欄後方觀看。

### 服裝慣例
雖然沒有正式的著裝要求，但一般傳統的著裝是白色褲子及襯衫，腰間及脖子繫上紅巾，以紀念San Fermin。白衣服代表聖人的聖潔，紅領巾是紀念斬首死亡。有些跑者會著藍色衣服，也有人會在襯衫上貼上大標誌。

### 賽前活動
奔牛的賽前活動從奔牛者獻唱祝福開始，聖歌用西班牙語和巴斯克語連唱三遍，並在城市守護者Saint Fermin雕像前祈禱。祈求聖人的保護，歌詞為「我們請求Saint Fermin 做為我們的守護者，引導我們通過奔牛，並給我們祝福」。然後歌唱者高呼 ¡Viva San Fermín！和Gora San Fermin！（分別是西班牙語和巴斯克語的「Saint Fermin(萬歲)」。大多數奔牛者都穿著節日的傳統服裝，其中包括白色帶有紅色腰帶（faja）和圍巾（pañuelo），有些人會揮舞當天的報紙捲，以吸引牛隻的注意。

### 開跑
市內在上午 8 點對空發射第一枚火箭炮，以提醒奔牛者牛畜的欄門已打開。接著施放第二枚火箭炮，表明所有公牛都已完全釋放。通常會釋放六隻公牛在街道衝刺，另也放出一些溫馴的閹牛同跑，以引導公牛到鬥牛場。
跑道總長度為 875 公尺，通過市政廳廣場和Telefónica路段，穿過城市舊區的四條街道，經過狹窄通道進入鬥牛場。
接著放出第三枚和第四次火箭炮，分別代表所有牛群已進入鬥牛場及進入畜欄的信號，以此通告做為當日奔牛活動的結束。平均奔牛時間長度為2分 30 秒，牛群奔跑的平均速度為 24 公里/小時。

### 傷亡和醫療
每年約有 50 到 100 人在跑步過程中受傷，多數的傷勢不重，不必送往醫院。 比較嚴重的傷勢以牛角戳傷的情形最多，雖戳傷並不常見，但也有人因此失去生命。例如，2009年有10人遭牛角戳傷，其中一人死亡。由於奔牛者以男性居多，遭戳傷者也多是男性，自 1974 年開放女性參與以來，只有 5 名女性遭到戳傷。另一個嚴重風險是鬥牛場入口處地形有如漏斗狀，奔牛者可能在鬥牛場入口處推擠摔倒，造成人身堆疊而發生撞傷、挫傷及窒息。這種入口堵塞在奔牛歷史上至少發生過十次， 1977 年一名奔牛者在人群堆疊中窒息死亡。
自 1910 年有記錄以來，已有 15 人在潘普洛納奔牛節中喪生，其中大部分是因為遭牛角戳傷而失去性命。為及時挽救傷者，每次奔牛節都備有 200 人以上的醫護人員，大多數是紅十字會志願義工，分別部署在 16 個醫療哨所（平均每 50 米），每個醫療哨所至少配置有一名醫生和一名護士。除了醫療站即時救護外，還備有約20輛救護車，以在意外發生時，可在短時間內將傷勢維持穩定並急速送往醫院。

## 外部連結
- Photos, videos and practical information about the running of the bulls in Pamplona
- Guide, photos and videos about The Running of The Bulls in Pamplona
- Official website for the Running of the Bulls in New Orleans, Louisiana （页面存档备份，存于）
- Official website for the Running of the Bulls UK （页面存档备份，存于）